# Max Cresswell
Maxwell John Cresswell (19 novembre 1939 - 22 septembre 2024) est un philosophe et logicien néo-zélandais connu pour ses travaux sur la logique modale.

## Éducation et carrière
Cresswell obtient son BA en 1960 et son MA en 1961 de l'Université de Nouvelle-Zélande, puis, avec le soutien d'une bourse du Commonwealth, il fréquente l'Université Victoria de Manchester, où il obtient en 1964 son doctorat sous la direction d'Arthur Prior. La thèse de Cresswell s'intitule General and Specific Logics of Functions of Propositions. Après son retour en Nouvelle-Zélande, Cresswell travaille à l'Université Victoria de Wellington de 1963 à 1967 en tant que chargé de cours, de 1968 à 1972 en tant que maître de conférences (il obtient également en 1972 un doctorat en littérature de l'Université Victoria), devenant lecteur en 1973, puis professeur de 1974 à 2000, entrecoupé de plusieurs postes de professeur invité. En 2001, il devient professeur émérite et membre du Centre de logique, de langage et de calcul de l'Université Victoria de Wellington et est professeur invité ou à durée déterminée dans plusieurs universités.
Les recherches de Cresswell portent sur la philosophie de la logique, la logique modale et la sémantique formelle. Il publie également sur la philosophie grecque antique, sur la logique du XIXe siècle et sur la philosophie de John Locke. Avec son collègue et ancien professeur George Edward Hughes, Cresswell est le co-auteur de An Introduction to Modal Logic, Londres, Methuen, 1968) ; c'est le premier manuel moderne sur la logique modale et il initie de nombreux étudiants à la sémantique de Kripke.
Cresswell est décédé à Palmerston North le 22 septembre 2024, à l'âge de 84 ans,.

## Publications
- avec G. E. Hughes, An Introduction to Modal Logic, Londres, Methuen, 1968, trad. allemande. : Einführung dans la Modallogik . Berlin, New York : de Gruyter, 1978
- Logics and Languages,, Londres, Methuen, 1973, trad. allemande. : Die Sprachen der Logik et die Logik der Sprache, Berlin, New York : de Gruyter, 1979
- avec G. E. Hughes, A Companion to Modal Logic, Londres, Methuen, 1984
- Structured Meanings: The Semantics of Propositional Attitudes,, Bradford Books/MIT Press, 1985
- Adverbial Modification,, Dordrecht, Reidel, 1985
- Semantical Essays: Possible Worlds and Their Rivals, Dordrecht, Kluwer Academic Publishers, 1988
- Entities and Indices,, Dordrecht, Kluwer, 1990
- Language in the World,, Paris, Gallimard, 1994
- ISemantic Indexicality, Dordrecht, Kluwer, 1996
- avec G. E. Hughes, A New Introduction to Modal Logic Londres, Routledge, 1996